# Ignacio Comonfort
Ignacio Comonfort (ur. 12 marca 1812 w Amozoc w stanie Puebla, zm. 13 listopada 1863 w Molino de Soria w stanie Guanajuato) – meksykański polityk, prezydent Meksyku w latach 1855–1857 i w grudniu 1857 roku.

## Życiorys
Ignacio Comonfort urodził się 12 marca 1812 roku w Amozoc w stanie Puebla.
Walczył w wojnie amerykańsko-meksykańskiej w 1847 roku i brał udział w bitwie pod Churubusco. W marcu 1854 roku proklamował plan ayutlański i wraz z generałem Juanem Álvarezem (1790–1867) poprowadził „powstanie ayutlańskie” w celu obalenia prezydenta Santa Anny (1794–1876). Santa Anna został obalony w 1855 roku i zmuszony do opuszczenia kraju. Urząd prezydenta objął Álvarez, który szybko ustąpił na rzecz Comonforta.
Comonfort był umiarkowanym liberałem, i po zdobyciu urzędu prezydenta w 1855 roku, zbudował rząd złożony zarówno z liberałów jak i konserwatystów, który okazał się jednak trudny w prowadzeniu. 
17 grudnia 1857 roku Félix María Zuloaga (1803]–1898) przeprowadził w jego imieniu zamach stanu. Kongres został rozwiązany a członkowie gabinetu Comonforta wraz z prezydentem Sądu Najwyższego i kandydatem na prezydenta Benito Juárezem (1806–1872) zostali aresztowani. Zuloaga wraz ze swoimi zwolennikami proklamowali Plan z Tacubayi, który przewidywał zniesienie konstytucji z lutego 1857, wprowadzenie dyktatury prezydenta Ignacio Comonforta, a także zwołanie Konstytuanty. Plan uzyskał poparcie kościoła katolickiego. Comonfort uwolnił jednak Juáreza, który ustanowił alternatywny rząd w Guanajuato i pozyskał wsparcie 11 stanów dla sprawy liberałów. W styczniu 1858 roku generał Jose de la Parra przeprowadził bunt przeciwko Comonfortowi, który zbiegł z kraju 21 stycznia 1858 roku a tymczasowym prezydentem został Zuloaga.  
Comonfort powrócił do Meksyku w 1861 roku. W październiku 1863 roku został ministrem wojny i głównodowodzącym armią, by stawić czoła francuskiej interwencji.      
Zmarł 13 listopada 1863 roku w Molino de Soria w stanie Guanajuato. 